# Garnotia thailandica
Garnotia thailandica är en gräsart som beskrevs av Gould. Garnotia thailandica ingår i släktet Garnotia och familjen gräs.
Artens utbredningsområde är Thailand. Inga underarter finns listade i Catalogue of Life.